# إيفالونا مونتانير
إيفالونا مرسيدس ريجليرو رودريغيز دي إتشيفري (من مواليد 7 أغسطس 1997) ، والمعروفة باسم إيفالونا مونتانير ، هي ممثلة فنزويلية  ،  مغنية ومديرة موسيقى ، ابنة المغني ريكاردو مونتانير والأخت الصغرى لموريسيو وريكاردو مونتانير ،  المعروفان باسم ماو و ريكي .

## روابط خارجية
- إيفالونا مونتانير على موقع IMDb (الإنجليزية)
- إيفالونا مونتانير على موقع ميوزك برينز (الإنجليزية)
- إيفالونا مونتانير على موقع أول ميوزيك (الإنجليزية)
- إيفالونا مونتانير على موقع قاعدة بيانات الفيلم (الإنجليزية)